# Parménien
Pour le général macédonien, voir Parménion.
Parménien ou Parménion (Parmenianus), mort en 391, devint évêque donatiste de Carthage après la mort de Donat, mais ne prit possession de son siège que sous l'empereur  Julien. Il fut le chef de l'Église donatiste. Selon Optat de Milève, il n'était pas Africain, mais Gaulois ou Espagnol. Il domina l'Église d'Afrique donatiste et la vie religieuse d'Afrique du Nord de la mort de Donat en 355 à la sienne. Il écrivit un traité en cinq livres Contre l'Église des traditeurs et un recueil de Psaumes. Il fut réfuté par Optat de Milève (Traité contre les donatistes et contre Parménion) et Augustin d'Hippone (Contre la lettre de Parménien).
L'Histoire littéraire de la France lui consacre un chapitre.